# کالیبر ۳۹×۵٫۴۵ میلی‌متر
کالیبر ۳۹×۵٫۴۵ میلی‌متر (انگلیسی: 5.45×39mm) یک فشنگ متوسط دارای گلوگاه بدون لبه است. در سال ۱۹۷۴ توسط اتحاد جماهیر شوروی برای استفاده با آکا-۷۴ جدید وارد خدمت شد. این کالیبر به تدریج تکمیل شد و سپس تا حد زیادی جایگزین فشنگ کالیبر ۳۹×۷٫۶۲ میلی‌متر در شوروی و پیمان ورشو به عنوان فشنگ تفنگ نظامی سازمانی اولیه شد.

## سلاح‌های کالیبر ۳۹×۵٫۴۵ میلی‌متر

### تفنگ تهاجمی
- آکا-۷۴
- آکا-۱۲ کلاشنیکف

### مسلسل
- آرپی‌کی